# Eliseo Prado
Eliseo Prado (Almagro, 1929. szeptember 17. – 2016. február 10.) argentin labdarúgócsatár.

## Pályafutása
Az argentin válogatott tagjaként részt vett az 1958-as labdarúgó-világbajnokságon.